# Burgebrach
Burgebrach é um município da Alemanha, no distrito de Bamberg, na região administrativa de Alta Francónia, estado de Baviera.